# Şövkət Məmmədova
Şövkət Məmmədova (aserbaidschanisch Şövkət Həsən qızı Məmmədova, russisch Шовкет Гасан кызы Мамедова, Transkription Schowket Gassan kysy Mamedowa; * 18. April 1897 in Tiflis, Gouvernement Tiflis, Russisches Kaiserreich; † 8. Juni 1981 in Baku, AsSSR) war die erste aserbaidschanische Opernsängerin (lyrischer Koloratursopran) und Musiklehrerin.

## Leben
Şövkət Məmmədova wurde am 18. April 1897 in Tiflis geboren. Seit ihrer frühen Kindheit war sie für ihre musikalische Begabung bekannt. Ihr Vater, ein Schuhmacher, hatte einen wohlhabenden Kunden, der von Məmmədovas Stimme besonders beeindruckt war und der beschloss, sie in die obere Gesellschaft von Tiflis einzuführen. Im März 1910 wurde das 13-jährige Mädchen eingeladen, bei einem Empfang von Illarion Woronzow-Daschkow, dem Vize-Regenten des Kaukasus, aufzutreten. Es gelang ihr, alle zu beeindrucken.
Kurz darauf kam sie nach Baku, wo sie Sona Tağıyeva, die Frau eines berühmten Ölbarons und Philanthropen, kennenlernte. Die Tağıyevs waren von ihrem Talent so begeistert, dass sie ihr anboten, Musikunterricht in Mailand bei Doti Ambrozio zu finanzieren. In dem Jahr 1911 ging sie nach Italien und studierte am Conservatorio Giuseppe Verdi. Acht Monate später wurde die finanzielle Unterstützung jedoch unerwartet eingestellt, und Məmmədova kehrte in ihre Heimat zurück.
In Baku lernte sie Üzeyir Hacıbəyov kennen, der in der Musikszene als Komponist der ersten aserbaidschanischen Oper bereits sehr bekannt war. Er schlug ihr vor, nach einer Aufführung seiner eigenen musikalischen Komödie Ər va Arvad („Ehemann und Ehefrau“) einige ihrer Lieblingsstücke aufzuführen. Der Abend sollte als Benefizveranstaltung zu ihren Ehren organisiert werden. Der gesamte Erlös sollte in ihre musikalische Ausbildung in Italien fließen. Mit dem Erlös aus dem Kartenverkauf an diesem einen Abend hätten mehrere Jahre Schulgeld bezahlt und ihr Traum von einer Ausbildung in Erfüllung gehen können. Dass die Frau auf der Bühne ohne Schleier sang, verärgerte die muslimische Gemeinde in Baku. Die Männer beschlossen, sowohl Məmmədova als auch den Komponisten Üzeyir zu töten. An diesem Abend stiegen die beiden daher in eine Kutsche und versteckten sich in einem der Dörfer von Abşeron. Und ihre Rückkehr nach Italien wurde um 15 Jahre verzögert.
Şövkət Məmmədova starb 1981 im Alter von 83 Jahren in Baku. Sie wurde in der Ehrenallee in Baku beigesetzt.

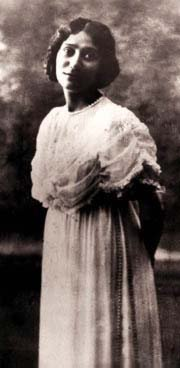
Şövkət Məmmədova im Alter von 15 Jahren bei ihrem Debüt auf der Bühne. Baku, 13. April 1912

## Studium
Da sie ihr Studium in Mailand aufgrund finanzieller Schwierigkeiten abbrechen musste, ging sie nach dem Ereignis in Baku nach Tiflis. Dort studierte sie drei Jahre lang an einer lokalen Musikschule. Im Jahr 1915 schrieb sie sich im Alter von 18 Jahren am Musikkonservatorium Kiew ein und heiratete Jakob M. Lubarsky, einen Ingenieur, der ein starkes Interesse an Musik und Theater hatte. Die beiden hatten sich zuvor in Mailand kennengelernt, und Lubarsky wurde bald zu einem der engsten Freunde und Förderer von Məmmədova.
Im Jahr 1927 kehrte Məmmədova nach Italien zurück, um ihr Studium fortzusetzen. Obwohl sie zu diesem Zeitpunkt bereits als professionelle Opernsängerin galt, hatte sie das Gefühl, dass es noch so viel mehr zu lernen gab. Im Jahr 1930 kehrte sie an das Operntheater Baku zurück.

## Karriere
In Kiew traf sie ihre wichtigste berufliche Bekanntschaft, ihren Mentor, Reinhold Moritzewitsch Glière, einen erfolgreichen russischen Komponisten. Məmmədova war die erste, die ihn in die aserbaidschanische Volksmusik einführte und ihn einlud, Aserbaidschan zu besuchen. Glière traf sich dort mit vielen professionellen Muğam-Interpreten aus der Karabach-Region. Dies hatte eine tiefe Wirkung auf ihn. Später schrieb er die kraftvolle Oper Şahsənəm (ein Mädchenname), basierend auf den musikalischen Motiven, die ihm ans Herz gewachsen waren. Die Oper wurde am 4. Mai 1934 in Baku uraufgeführt und war Məmmədova gewidmet, die die wichtigsten Arien zusammen mit Bülbül, dem damals berühmtesten männlichen Sänger in Aserbaidschan, sang.
Ab 1921 führte Məmmədovas Bühnenkarriere sie nach Paris, Mailand, Moskau, Leningrad (St. Petersburg) und Tiflis. Sie sang Arien in La Traviata (Verdi), Barbier von Sevilla (Rossini), Rigoletto (Verdi), Lakme (Delibes), Les Huguenots (Meyerbeer), Hoffmanns Erzählungen (Offenbach), das Schneeflöckchen (Rimsky-Korsakov) und Nərgiz (Müslüm Maqomayev).
Im Jahr 1925 wurde Məmmədova nach Paris eingeladen, um an der Weltausstellung für angewandte Kunst teilzunehmen. Ihre Auswahl an einheimischen kaukasischen Liedern erregte bei Musikwissenschaftlern und Ethnographen Aufsehen, sodass sie sie an die Universität Sorbonne einluden und sie baten, Lieder für ihre Folklorekurse aufzunehmen. Sie wählte bekannte aserbaidschanische Lieder wie Küçələrə su səpmişəm („Ich spritze Wasser auf die Straßen“), Sən ki belə deyildin („Du warst nicht so“) und Yeri ha yeri („Bleib in Bewegung“).
Im Jahr 1923 gründete Məmmədova in Baku den Verlag für Musiknoten, den ersten seiner Art. Ihr Ziel war es, populäre Melodien und Lieder nicht nur des türkischen Volkes, sondern der gesamten muslimischen Welt zu veröffentlichen und herauszugeben. Məmmədova gründete die Theaterschule in Baku, die später zum Theaterinstitut wurde und heute Aserbaidschanische Staatliche Universität für Kultur und Kunst heißt. Ihre umfangreiche Erfahrung im Theater gab ihr viel Material für das Schreiben des Buches Die Entwicklung des aserbaidschanischen Musiktheaters.
Nach 1939 wurde Şövkət Direktorin des Opern- und Balletttheaters in Baku, wo sie auch eine der wichtigsten Solistinnen des Theaters war. Ein Jahr später wurde Qız qalası („Jungfrauenturm“), ein Ballett von Əfrasiyab Bədəlbəyli, aufgeführt, eine weitere Premiere für die muslimische Welt. Später wurde sie zur Vorsitzenden der Gesangsabteilung am Aserbaidschanischen Staatskonservatorium ernannt, wo sie bis zu ihrem Tod junge Sängerinnen und Sänger professionell ausbildete.
Ende 1949 wurde ihr vom Ministerium für Hochschulbildung der UdSSR der Professorengrad zuerkannt. Sie war auch Abgeordnete des Obersten Sowjets der Aserbaidschanischen Sozialistischen Sowjetrepublik.

„Der Lebenslauf dieser hochbegabten Sängerin ist ein getreues Spiegelbild der großen Veränderungen, die sich für die Frauen des Ostens unter der Sowjetmacht vollzogen haben. Schewket Mamedowa, die Tochter eines Schuhmachers, bekundete von Kindheit an, eine große Gesangbegabung. Sie war die erste Aserbaidshanerin, die sich erkühnte, dem muselmanischen Bräuchen und Gesetzen zum Trotz auf einer Bühne aufzutreten. Nach Errichtung der Sowjetmacht gründete Schewket Mamedowa die erste aserbaidshanische Theaterschule sowie ein Opernstudio und einen Musikverlag. Frau Mamedowa, die über einen prachtvollen Koloratursopran verfügt, trat in vielen Städten der UdSSR in Konzerten auf und gastierte von 1925 bis 1927 erfolgreich in Paris. Seit vier Jahren ist sie Vorstand der Abteilung für Gesang des Staatlichen Aserbaidshanischen Konservatoriums und Vorsitzende der Theatergesellschaft der Aserbaidshanischen Sozialistischen Sowjetrepublik.“

## Auszeichnung
- Verdiente Künstlerin der Aserbaidschanischen SSR
- Volkskünstlerin der Aserbaidschanischen SSR
- Volkskünstlerin der UdSSR[4]
- Zwei Leninorden
- Der Orden des Roten Banners der Arbeit
- Der Orden Zeichen der Ehre
- Staatspreis der Aserbaidschanischen SSR[3]